# Sooni Taraporevala
Sooni Taraporevala (Bombay, 1957) es una guionista, fotógrafa y cineasta india conocida por los guiones de las películas Mississippi Masala, The Namesake y Salaam Bombay (1988), nominada al Óscar, todas dirigidas por la cineasta Mira Nair. Dirigió su primer largometraje, basado en un guion propio y ambientada en Bombay, en 2007, titulada Little Zizou. Esta película explora los problemas que enfrenta la comunidad Parsi a la que pertenece. Fue galardonada con el Padma Shri por el Gobierno de la India en 2014. Es miembro de la Academia de Artes y Ciencias Cinematográficas. Sus fotografías se encuentran en las colecciones permanentes de la National Gallery of Modern Art, Delhi y el Metropolitan Museum of Art, NY.

## Biografía
Sooni Taraporevala nació en una familia Parsi y completó sus estudios de la escuela Queen Mary, Bombay. Recibió una beca completa para asistir a la Universidad de Harvard como estudiante. Aunque se especializó en literatura inglesa y estadounidense, cursó estudios de cine, incluida la producción cinematográfica impartida por Alfred Guzzetti. Conoció a la directora de cine Nair cuando era estudiante y han colaborado desde entonces. Luego se unió al Departamento de Estudios de Cine de la Universidad de Nueva York, y después de recibir su maestría en Teoría y Crítica de Cine, en 1981, regresó a la India para trabajar como fotógrafa independiente. Volvió a Los Ángeles en 1988 y trabajó como guionista para varios estudios, incluidos Universal, HBO y Disney. 

## Trayectoria profesional

### Guiones
Taraporevala escribió los guiones para Salaam Bombay y Mississippi Masala, ambos dirigidos por Mira Nair. Otros proyectos con Nair incluyen el guion de My Own Country, basado en el libro de Abraham Verghese, así como la adaptación cinematográfica de la escritora ganadora del Premio Pulitzer Jhumpa Lahiri, El homónimo. La película, The Namesake, se estrenó en 2006.
Sus otros créditos producidos incluyen la película Such a Long Journey basada en la novela Such a Long Journey de Rohinton Mistry y dirigida por Sturla Gunnarson, el guion de la película Dr. Babasaheb Ambedkar, dirigida por Jabbar Patel para el Gobierno de India y la Corporación Nacional de Desarrollo de Cine de la India (NFDC). 
En 2016 dirigió una película de Realidad Virtual de 14 minutos Yeh Ballet para el Laboratorio Memesys de Anand Gandhi. 

### Fotografía
En 1982, durante un descanso de la universidad, conoció al fotógrafo Raghubir Singh,quien le animó a trabajar en un libro sobre la comunidad Parsi, comunidad a la que pertenece la familia Taraporevala. Ahí inició un intenso trabajo de documentación fotográfica de la comunidad Parsi.
En 2000, publicó por sí misma PARSIS The Zoroastrians of India 1980-2004, que es una comunidad tradicionalmente cerrada desde su persecución en Persia, la primera y única documentación visual de esta comunidad. La segunda edición se publicó en colaboración con Overlook Press, Nueva York, en 2004, y todavía está en imprenta. Sus fotografías se han exhibido en India, Estados Unidos, Francia y Gran Bretaña, incluida la galería Tate Modern de Londres.
Ha tenido exposiciones individuales en el Centro de Artes Visuales Carpenter, la Universidad de Harvard, Chemould Prescott Road, Mumbai y la Galería Nacional de Arte Moderno de Delhi. Su trabajo se encuentra en las colecciones permanentes de NGMA Delhi y MET New York. Su obra Godrej Typewriter Factory, Bombay se exhibe actualmente en The Met, Nueva York.
The Whitworth en Manchester mostró su trabajo fotográfico Home in the City, Bombay 1977-Mumbai 2017 y fue seleccionado por The Guardian como uno de los 5 mejores del Reino Unido.
En 2017 publicó un libro junto a Harper Collins con ensayos de los novelistas Pico Iyer y Salman Rushdie.

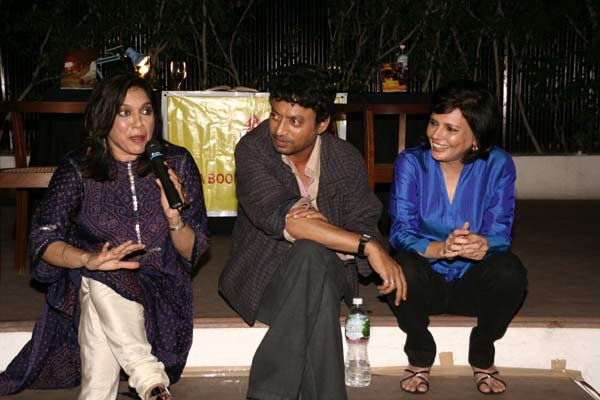
Sooni Taraporevala con la directora de cine Mira Nair y el actor Irrfan Khan.

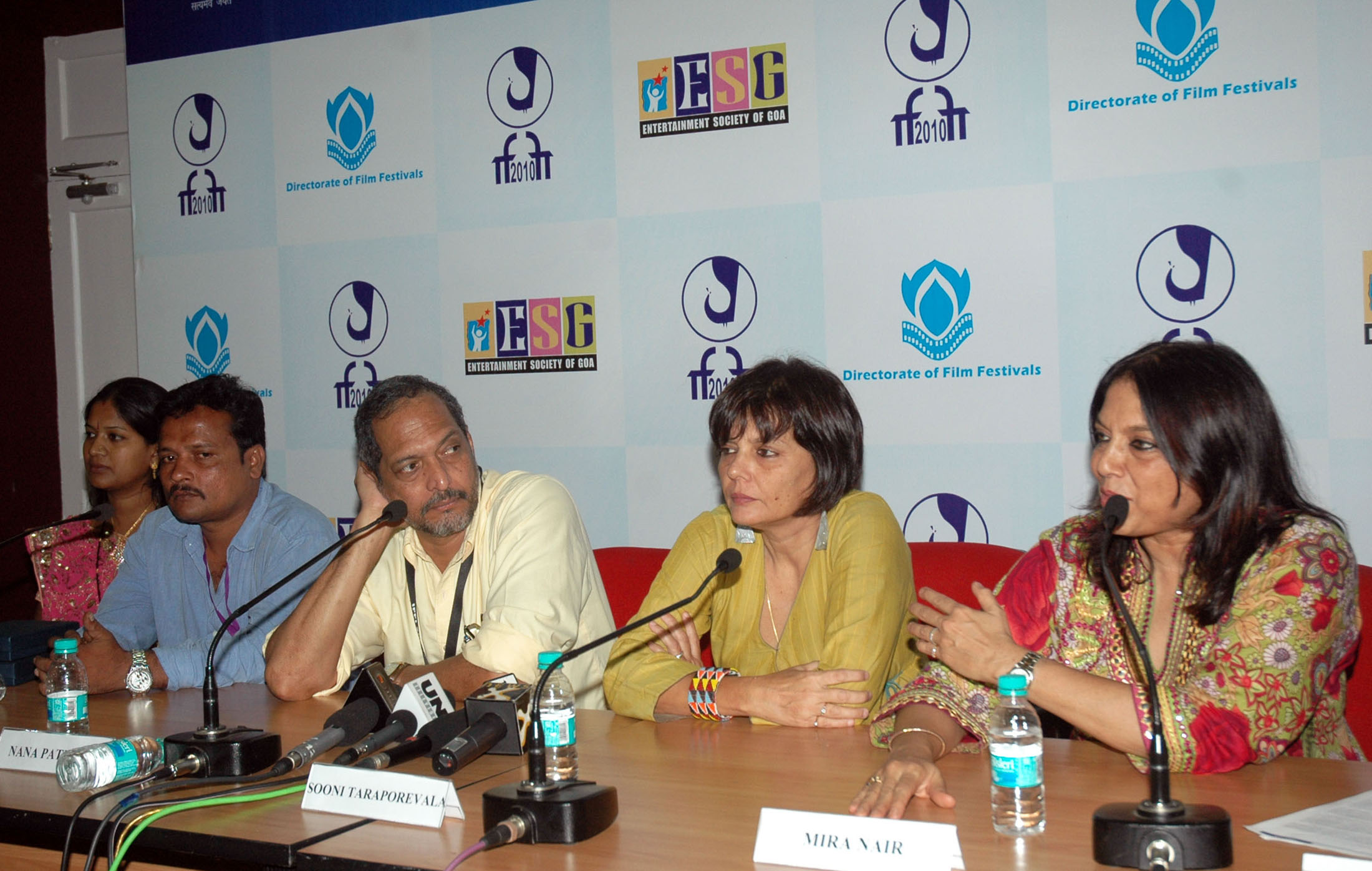
La película “Salaam Bombay” en el Festival Internacional de Cine de la India en 2010.

## Filmografía
- Little Zizou (2009) (as writer-director)
- The Namesake (2006)
- Dr. Babasaheb Ambedkar (2000)
- Such a Long Journey (1998)
- My Own Country (1998) (Showtime TV)
- Mississippi Masala (1991)
- Salaam Bombay! (1988)

## Premios y reconocimientos
Festival Internacional de Cine de Venecia
| Año  | Categoría                    | Película           | Resultado |
| ---- | ---------------------------- | ------------------ | --------- |
| 1991 | Golden Osella al mejor guion | Mississippi Masala | Ganadora  |

- 1988: Lillian Gish award for Excellence in Film from Women in Film,  for the screenplay of Salaam Bombay!
- 2014: Padma Shri by Government of India for (Scriptwriting)[15]

- Oscar Academy Miembro del Writers Guild of America desde 1989.[16]